# Utica (Missouri)
Utica è un villaggio degli Stati Uniti d'America della contea di Livingston nello Stato del Missouri. La popolazione era di 269 persone al censimento del 2010.

## Storia
Utica è stata intrecciata nel 1837, e prende il nome dalla città di Utica, nello Stato di New York, da dove proveniva uno dei primi coloni.

## Geografia fisica
Utica è situata a 39°44′36″N 93°37′39″W (39.743366, -93.627440).
Secondo lo United States Census Bureau, ha un'area totale di 0,87 miglia quadrate (2,25 km²).

## Società

### Evoluzione demografica
Secondo il censimento del 2010, c'erano 269 persone.

### Etnie e minoranze straniere
Secondo il censimento del 2010, la composizione etnica della città era formata dal 98,5% di bianchi, lo 0,4% di nativi americani, lo 0,4% di altre razze, e lo 0,7% di due o più etnie. Ispanici o latinos di qualunque razza erano il 2,2% della popolazione.